# Ева Іржична

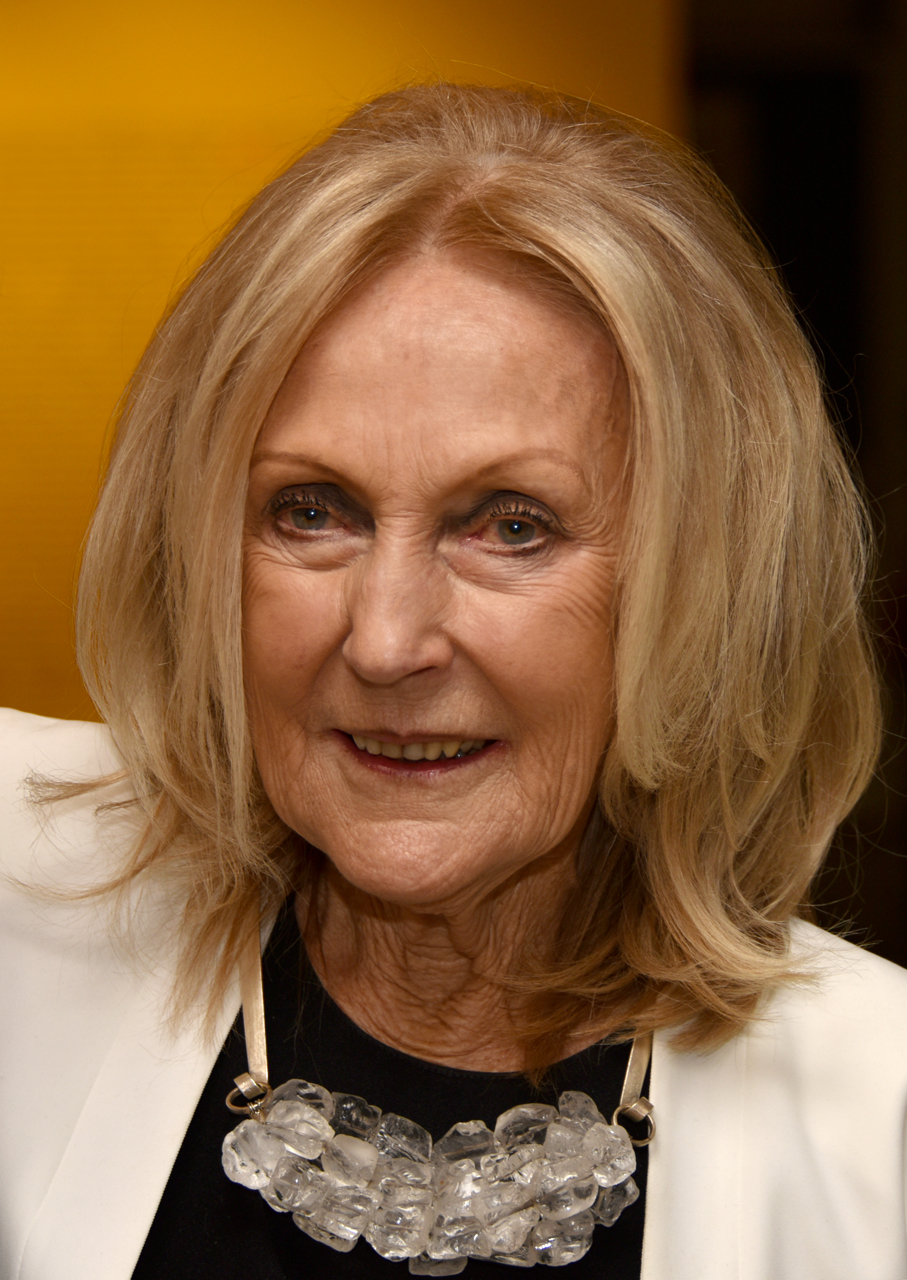
Eva Jiřičná (2019)

Ева Іржична (чеськ. Eva Jiřičná; 3 березня 1939, Злін) — британська і чеська архітекторка, дизайнерка, кураторка, викладачка та публіцистка.
Відома здебільшого інтер'єрами модних магазинів і бутиків в Лондоні і Нью-Йорку. Має власну студію-майстерню в Лондоні (Eva Jiricna Architects Limited) і Празі (AI Design Praha). З 1996 року професорка. Веде ательє у Вищій школі прикладного мистецтва. 2007 року була головою міжнародної комісії в конкурсі за Національну бібліотеку на Літньо.

## Біографія
Народилася в Зліні, Чехія. Закінчила Чеський технічний університет, спеціальність архітектура, потім навчалася в Академії образотворчих мистецтв у Ярослава Фрагнера. З 1967 року працювала в Празькому ÚBOK.
У 1968 році виїхала на стажування в Лондон, отримавши запрошення від the Greater London Council's School Division. У тому ж році чеський уряд назвав Іржичну перебіжчицею і заборонив повертатися. Наступні 10 років вона пропрацювала в майстерні Louis de Soisson, де проєктувала порт в Брайтоні та отримала великий досвід роботи з сучасними матеріалами і технологіями.
З 1982 по 1984 була головою команди, що займалася дизайном інтер'єрів штаб-квартири компанії Ллойд під керівництвом архітектора Річарда Роджерса. У 1984 комісія з модернізації Harrod's «Way-In» department дозволила Еві Іржичній почати самостійну діяльність; вона завершувала цей проєкт у співпраці з Яном Каплицьким і його бюро Future systems.
У 1986 році заснувала власну фірму Eva Jiricna Architects, яка швидко привернула увагу дизайном для бутиків Joseph та Joan & David shoes, двох довгострокових клієнтів. Менше ніж через десять років портфоліо її компанії включало довгий перелік реалізацій приватних резиденцій, роздрібних фірм, виставкових інсталяцій, офісних інтер'єрів, транспортних терміналів. Ева Іржічна публікувалася в кожному журналі про дизайн, викладала в Англії і США та отримала численні міжнародні нагороди.

## Нагороди
- 2009 За довічний внесок в архітектуру. Міністерство культури Чехії.
- 2004 Royal Fine Arts Commission Trust / BSB Building of The Year Award- The Magic Flute Mozart Terrace, Ebury Street, London
- 2004 St. Anne's Church, Prague. Obec Architectů. Society of Czech Architects: Grand Prix — Category Reconstructions Certificate of Merit
- 2004 United Kingdom Jewellery Awards 2004 — Best Store Design of The Year — Boodles $ Dunthorne, Liverpool
- 2003 The American Institute of Architects AIA / London UK Chapter — Design Excellence Award — Hotel Josef, Prague Czech Republic
- 2003 Obec Architectů. Society of Czech Architects: Grand Prix — Category of Architectural Design — Hotel Josef, Prague Czech Republic
- 2001 The Integrated Transport Award — Canada Water Bus Interchange, Southwark, London
- 2000 40th Anniversary Civic Trust Awards / Commendation — Canada Water Bus Interchange, Southwark, London
- 2000 Structural Steel Wards / Commendation — Canada Water Bus Interchange, Southwark, London
- 2000 40th Anniversary Civic Trust Awards / Worthy Contribution — Kimberlin Library Extension, DeMonfort University, Leicester
- 2000 Mayor of Prague Award for Design Excellence in Architecture — The Orangery, Prague's Castle, Prague, Czech Republic
- 1991 Interiors Design Awards (United States of America) Browns Nightclub, Great Queen Street, London
- 1990 Design Week Award for Retail Environment 1st Place — Joseph Sloane Street, London
- 1990 Interior Magazine Award / Retail Category 1st Place — Joseph, Sloane Street, London
- 1989 D $ AD Silver Award for Interiors — Alex Boutique, Florence Italy
- 1989 Interiors Retail Awards: 1st Place — Alex Boutique, Florence, Italy
- 1989 NAS Retail Award & Design Prize — Joseph, Fulham Road, London
- 1983 AD Award for Interior Design — Eva Jiricna, Belsize Park, Apartment, London
- 1982 AD Award for Retail Design — Kenzo, Sloane Street, London
- 1982 AD award for Interior Design — Joseph Ettedgui, Sloane Street Apartment, London
- 1981 Award for Interior Design Joseph Ettedgui, Sloane Street Apartment, London

## Відомі роботи
- Canada Water station — станція метро в Лондоні, 1999.

### У Чехії
- Оранжерея Королівського саду в Празі, 1999.
- Університет Томаша Баті в Зліні (Університетський центр, 2008; Факультет прикладної математики; Факультет гуманітарних наук — проект).
- Собор Святої Анни (Прага), 2004.
- Hotel Josef в Празі, 2002.
- Квартира на Воршилівській вулиці в Празі, 1999.
- Інтер'єр квартири на Дівадельній вулиці в Празі, 1999.
- Місток через вулицю Коліште в Брні, 1997.
- Andersen Consulting (Танцюючий дім) — співавторство в інтер'єрі, 1997.

## Галерея

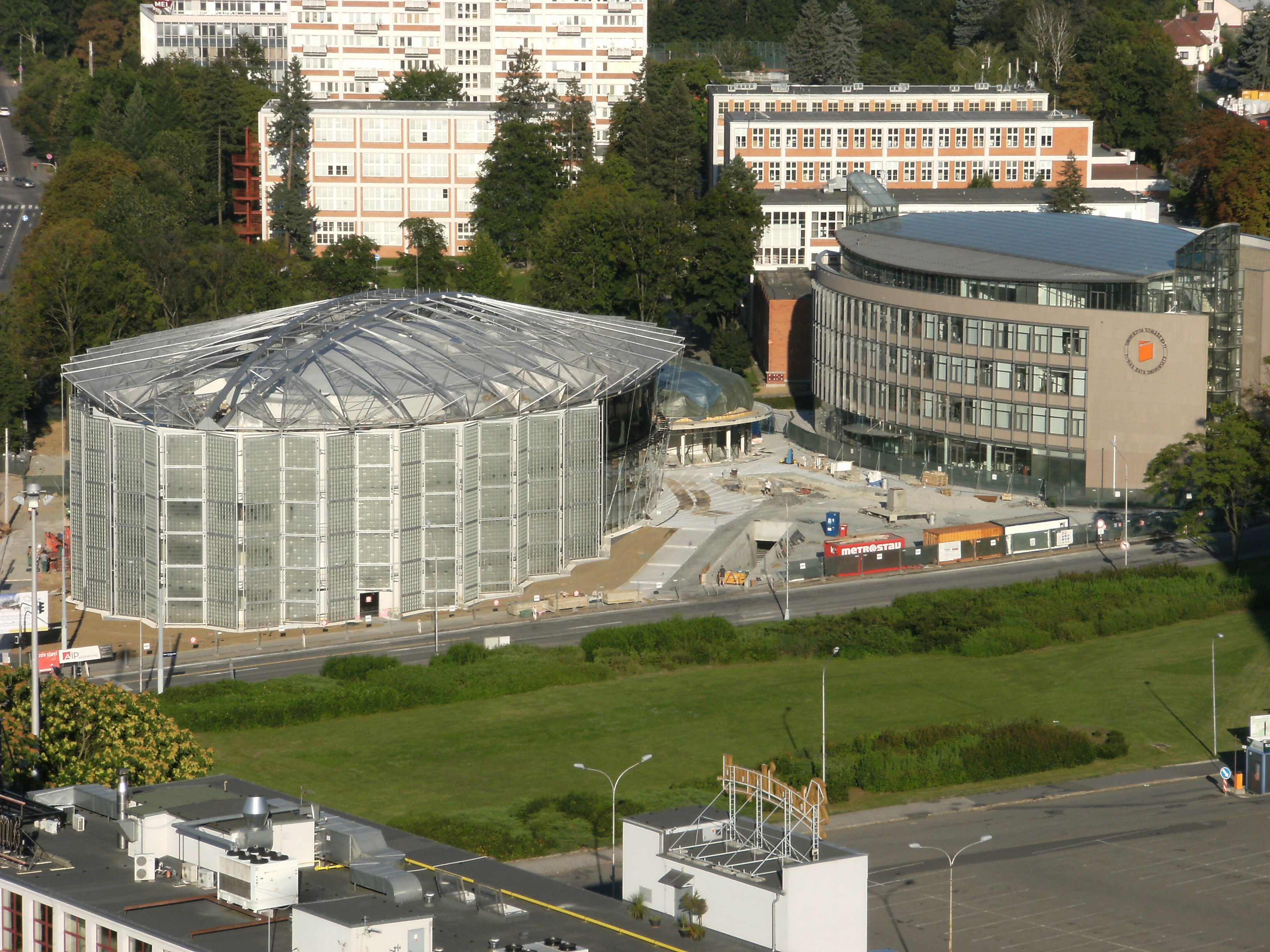
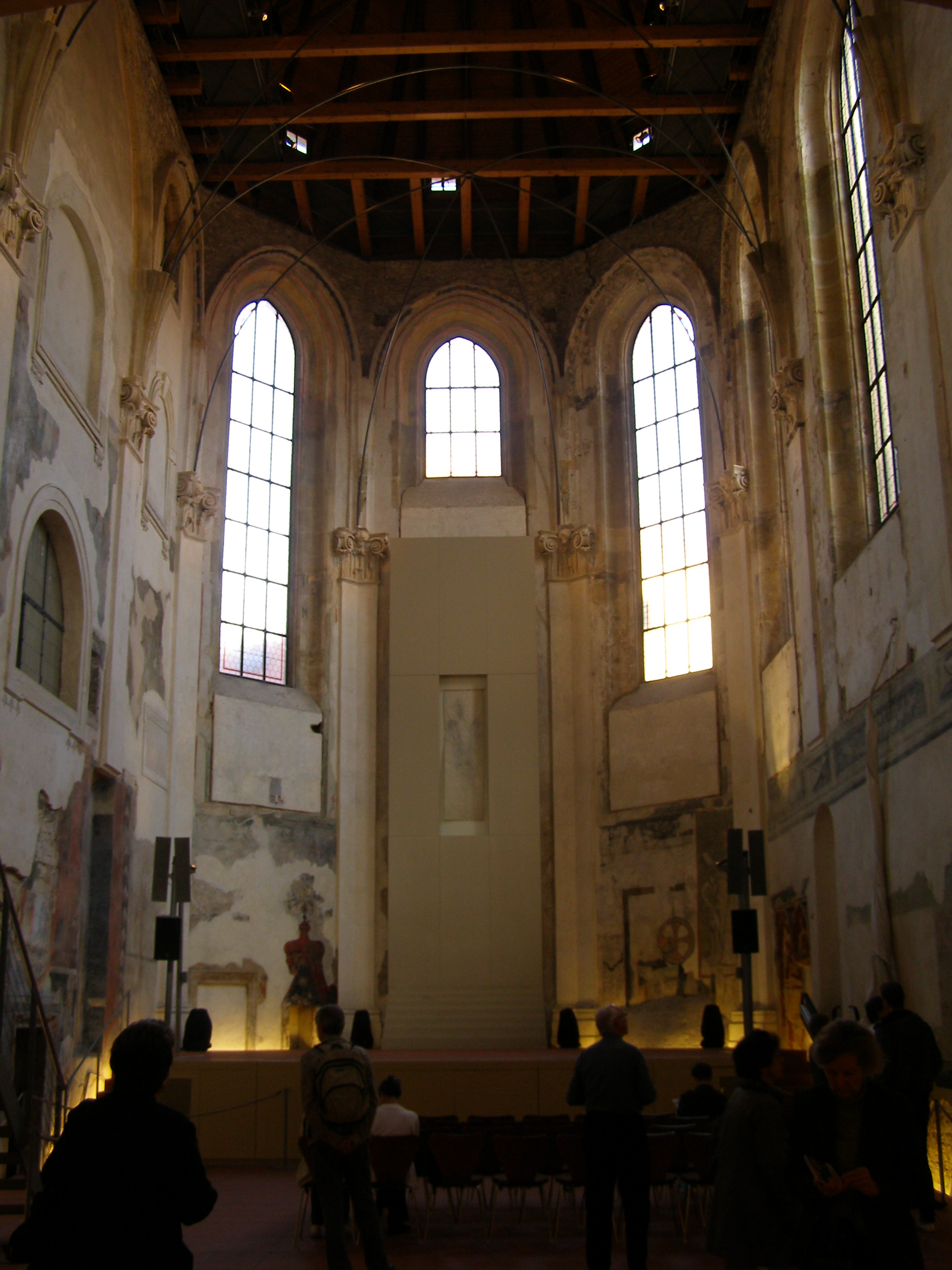
Інтер'єр костелу св. Анни, Прага
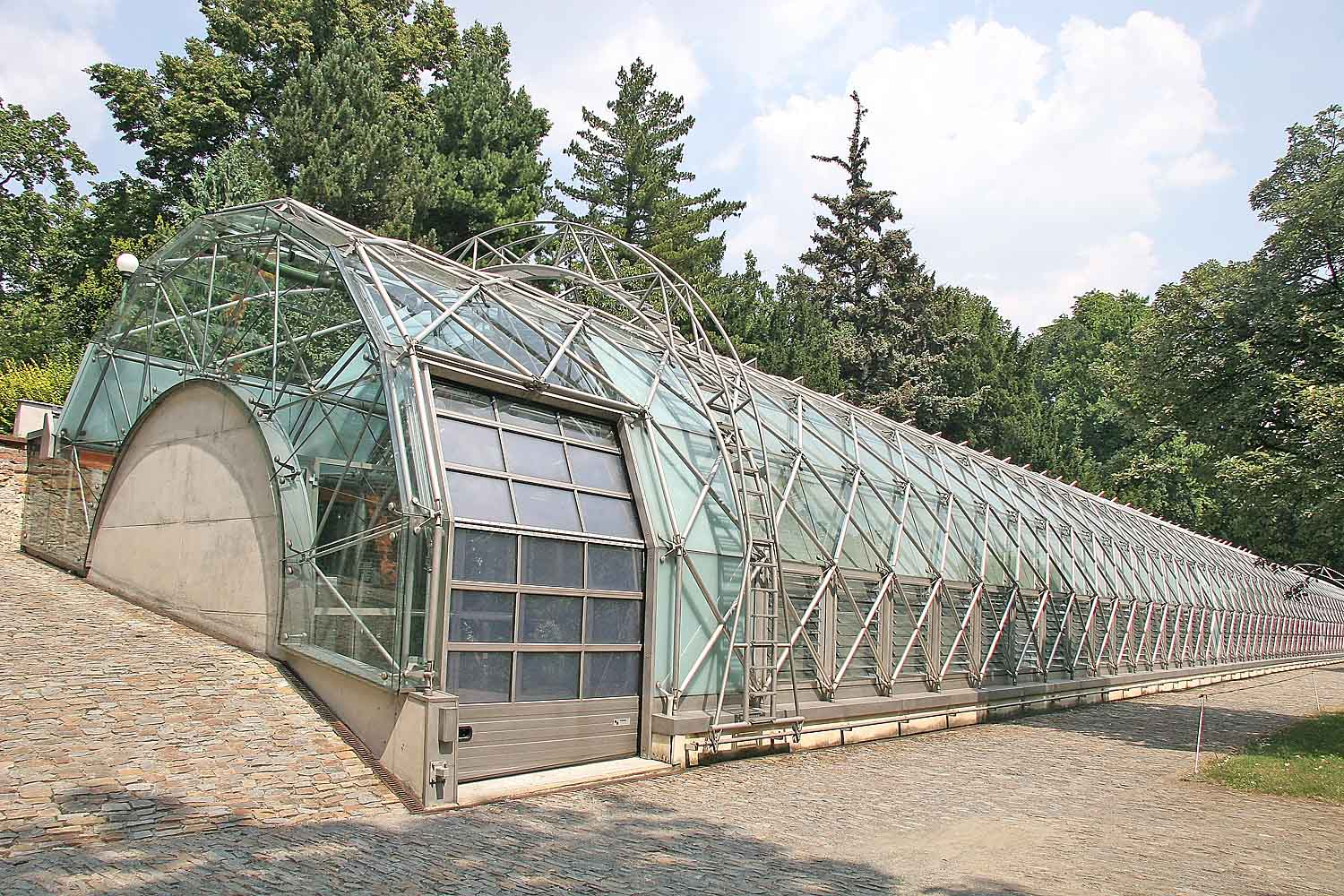
Оранжерея Королівського саду в Празі, 1999
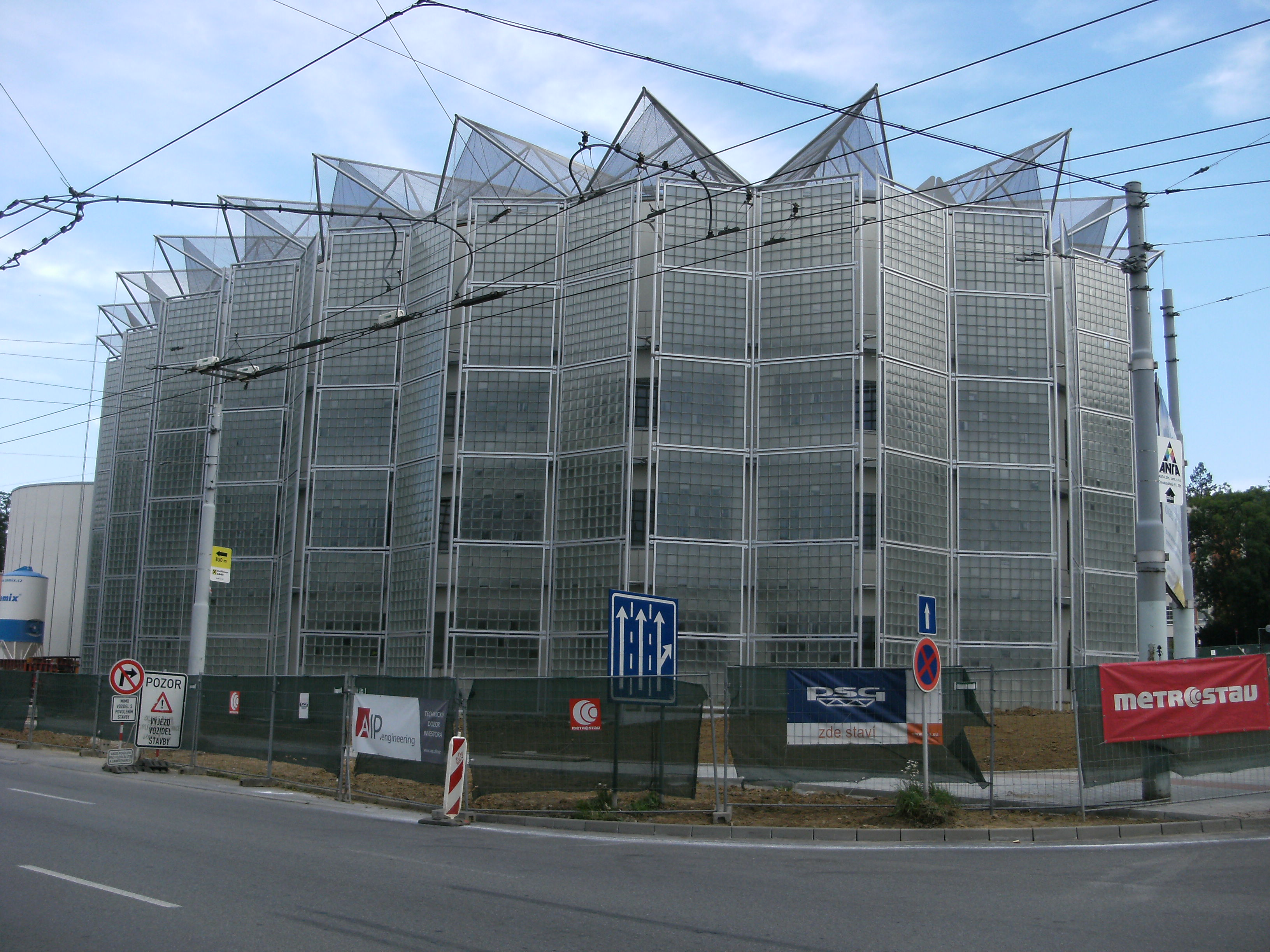